# Ridderkerk
Ridderkerk – gmina w Holandii, w prowincji Holandia Południowa.

## Miejscowości
Ridderkerk (siedziba gminy), Bolnes, Slikkerveer, Oostendam, Rijsoord.